# Milena Folberová
Milena Folberová (* 9. Juni 1923 in Babice u Říčan als Milena Müllerová; † 15. Dezember 2009 in Prag) war eine tschechoslowakische Turnerin.

## Karriere
Milena Folberová wuchs in Babice u Říčan auf und begann früh mit dem Turnsport. Ihre Schwester war die Leiterin des örtlichen Sokol. 1937 zog Folberová nach Prag und besuchte die Jugendakademie des Sokol Vinohrady. Dort wurde sie von Anna Hřebřinová, die 1936 Olympiasilber gewonnen hatte, trainiert. Während des Zweiten Weltkriegs trainierte sie unter dem Olympiasieger von 1936 Alois Hudec. Bei den Olympischen Sommerspielen 1948 gewann sie mit der tschechoslowakischen Mannschaft im Mannschaftsmehrkampf die Goldmedaille.
Folberová starb am 15. Dezember 2009 im Alter von 86 Jahren nach langer Krankheit.